# Кристоф Баумгартнер
Кристоф Баумгартнер (1. август 1999) је аустријски професионални фудбалер који наступа као везни играч и нападач за Бундеслига клуб РБ Лајпциг и национални тим Аустрије.

## Играчка каријера

### Клубови
ТСГ Хофенхајм
У јануару 2019, Баумгартнер је промовисан у први тим ТСГ Хофенхајма. Дебитовао је за Хофенхајм у Бундеслиги 11. маја 2019. године, ушао је као замена на полувремену за Надија Амирија у поразу код куће 0–1 од Вердера из Бремена.
РБ Лајпциг
РБ Лајпциг је 23. јуна 2023. објавио потписивање Баумгартнера на петогодишњи уговор.

### Репрезентација
Баумгартнер је наступао за различите омладинске репрезентације Аустрије, од селекција до 15 до 19 година. У априлу 2016. године био је укључен у састав Аустрије за УЕФА Европско првенство до 17 година у Азербејџану 2016. године. Постигао је оба гола у победи Аустрије резултатом 2-0 у првом мечу против Босне и Херцеговине, при чему је тим успео да дође до четвртфинала пре него што је изгубио од Португалије.
Дебитовао је за играче до 21 године 10. новембра 2017, ушао је као замена за Матијаса Хонсака у 87. минуту квалификационог меча за УЕФА Европско првенство до 21 године против Србије, који је завршен поразом код куће резултатом 1–3.
У августу 2020, Баумгартнер је по први пут позван у сениорски тим Аустрије. Дана 4. септембра је започео свој први меч у победи над Норвешком резултатом 2-1 у гостима током УЕФА Лиге нација. Три дана касније, постигао је свој први гол у домаћем поразу од Румуније резултатом 3–2.
Баумгартнер је 24. маја 2021. именован у аустријску репрезентацију за УЕФА Еуро 2020. а 21. јуна постигао је једини гол за Аустрију у победи над Украјином резултатом 1:0, како би помогао својој репрезентацији да се пласира у нокаут фазу такмичења по први пут у својој историји.
Баумгартнер је 23. марта 2024. постигао најбржи гол у историји међународног фудбала, постигавши само шест секунди у пријатељској победи над Словачком од 2:0 у Братислави. Касније те године, 7. јуна, именован је у тим од 26 играча за УЕФА Еуро 2024.  а 21. јуна постигао је други гол за своју земљу у победи над Пољском резултатом 3–1 током групне фазе.